# 1,2-Propandithiol
1,2-Propandithiol ist eine chemische Verbindung aus der Gruppe der aliphatischen Thiole.

## Gewinnung und Darstellung
1,2-Propandithiol kann durch Reaktion von 4-Methyl-1,3-dithiacyclopentan-2-thion und Ethanolamin gewonnen werden.

## Eigenschaften
1,2-Propandithiol ist eine farblose bis gelbliche klare Flüssigkeit. Die Verbindung kommt in drei isomeren Formen vor.

## Verwendung
1,2-Propandithiol wird als Geruchsstoff verwendet.